# ATX
De vormfactor ATX is een standaard voor moederborden en voedingen. Het is de opvolger van de AT-vormfactor.

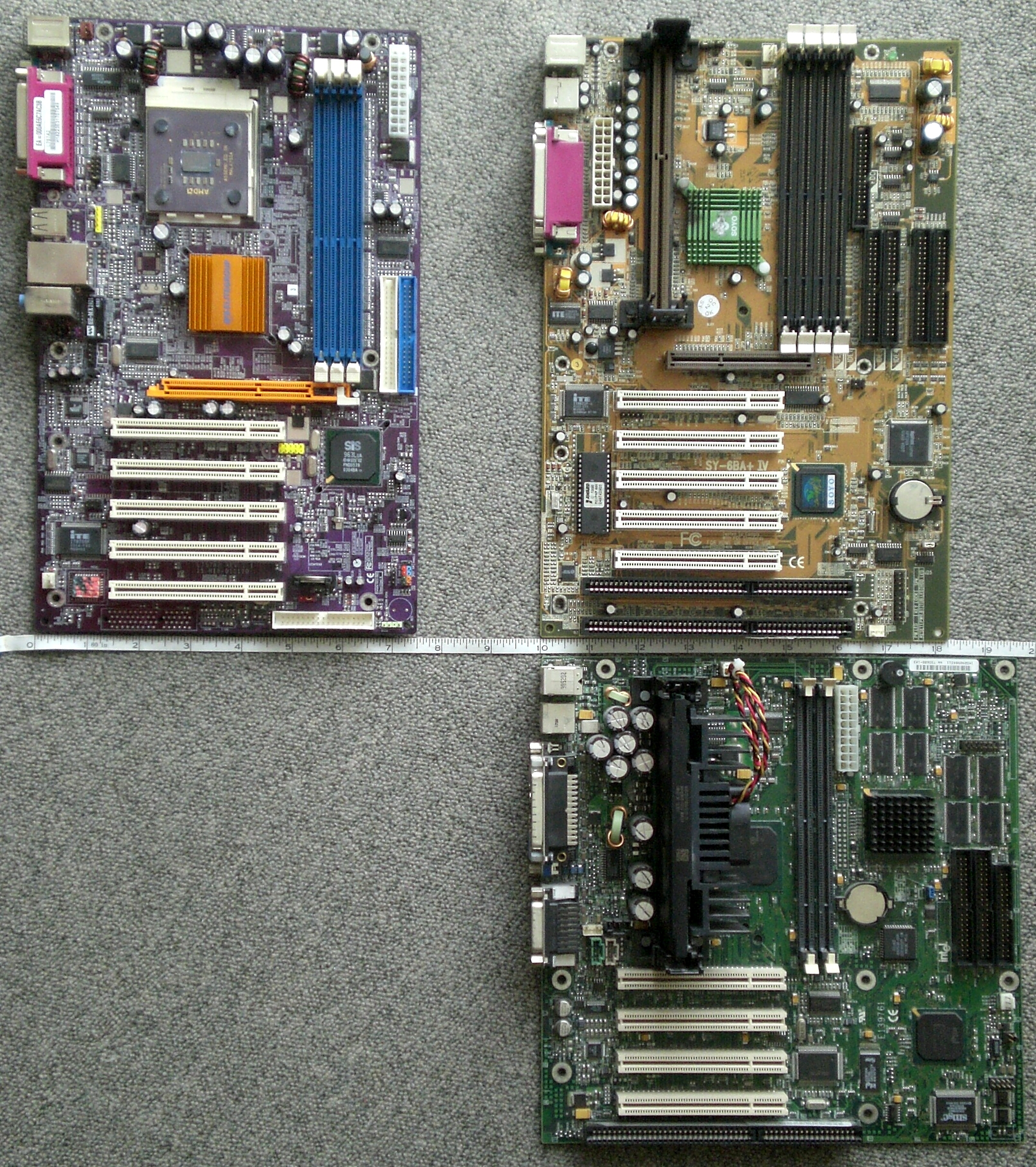
Een ATX-moederbord

## Voordelen
Aangezien de Pentium II te kampen kreeg met warmteproblemen, besloot Intel in 1995 een nieuwe vormfactor uit te brengen. Verbeteringen ten opzichte van de AT-vormfactor zijn:
- Afvoering van warmte
- Kabels voor de harde schijven zitten dichter bij de schijven zelf
- De processor zit dichter bij de voeding, waarop een handigere kabel is aangesloten
- Upgraden wordt gemakkelijker
- Lagere voedingsspanningen mogelijk (3.3V in plaats van 5V)
- Geïntegreerde invoer- en uitvoerconnectoren zoals (verschilt van merk en model):
  - PS/2 toetsenbord
  - PS/2 muis
  - parallelle poort
  - seriële poort
  - Ethernet
  - USB
  - FireWire
  - Geluidskaart
  - VGA / DVI / HDMI grafische adapter

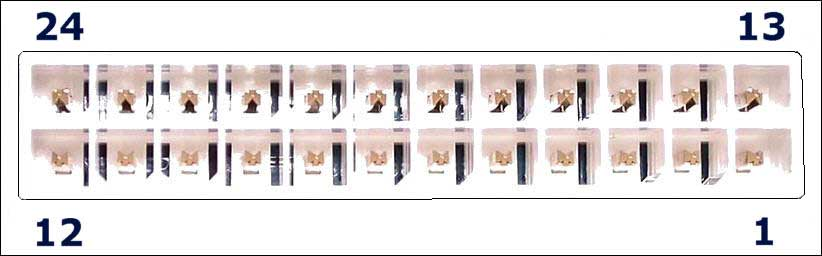
ATX aansluiting voor de voeding

## Grootte
Een ATX-moederbord is 305mm lang en 244mm breed. De gaatjes zitten op vaste plaatsen, zodat het plaatsen in een kast uniform blijft.
Vaak worden de afmetingen van ATX-moederborden weergegeven in inches. Een ATX-Moederbord is dan 12" lang en 9.6" breed.

## Andere
Van ATX zijn verschillende vormfactors afgeleid, zoals Extended-ATX, Mini-ATX, Micro-ATX, DTX, FlexATX, Mini-DTX en Mini-ITX.
In 2003 bracht Intel versie 2.2 van ATX uit, dat de 4 extra voedingspinnen heeft om zo nog meer vermogen te kunnen leveren.
De meeste moederborden en voedingen uitgebracht tussen 1995 en 2005 maken gebruik van versie 2.2 van deze vormfactor.

## BTX
BTX werd als opvolger genoemd door de betere warmte-afvoering. BTX werd overbodig doordat processors en koelingen efficiënter werden.
Net als mATX worden hier beperkte modellen van gemaakt en verkocht. Het grootste aanbod bestaat nog steeds uit ATX.